# Графство Осона
Графство Осона (исп. Condado de Osona, кат. Condado de Osona, лат. Áusona) — средневековое каталонское графство, основанное около 798 года, позже присоединённое к графству Барселона, из которого до 1364 года периодически выделялось.

## История
Графство было образовано около 798 года на территории бывшего епископства Осона. Столицей его был город Вик, известный ещё с III века до н. э. и отвоёванный у мавров в 799 году. Первым правителем графства был назначен Боррель, владевший также графствами Урхель и Сердань. После смерти Борреля к 820 году Осона оказалась присоединена к владениям графа Барселоны Рампо.
После смерти Рампо в феврале 826 года в графстве началось крупное восстание против нового графа Бернара Септиманского под руководством гота Аиссы. Аисса укрепился в области Валле, на его сторону перешли окрестные гарнизоны. Кроме того Аисса обратился за помощью к арабам и эмир Кордовы Абд ар-Рахман II послал к нему на помощь армию под командованием Убайд Аллах Абу Марвана. В мае 827 года кордовская армия вторглась на территорию графства и летом осадила Барселону. В конце 827 года арабы отступили, но графство оказалось разорено и почти обезлюдело.
Только в 879 году граф Барселоны Вифред I Волосатый, желая расширить и укрепить свои владения, начал заселение пустующих территорий. В 885 году Вифред назначил в Осону виконта, управлявшим графством от его имени. Позже титул виконта Осоны сменил титул виконт Кабреры. Кроме того на границах графства были построены замки Торелло (881), Монкрони (887) и Тарабальди (892), управляемые от имени графа. Кроме того в графстве в 886 году было восстановлено отдельное епископство, резиденцией епископа стал город Вик. В результате эти меры превратили Осону в центральную и важную часть Каталонии.

Графства Испанской марки

В X веке Осона находилась в составе владений графа Барселоны, за исключением краткого правления графа Эрменгола в 939—943 годах, после смерти которого Осона была вновь присоединена к Барселоне. В 990 году от Осоны был отделён небольшой район Берга, присоединённый к Сердани. В 1035 году Осона вновь была выделена в отдельное графство под управление Гислы де Люза, вдовы графа Беренгера Рамона I, а также родившегося в этом браке сына Гильермо. Но после того, как Гисла вышла в 1054 году замуж вторично, она вместе с сыном отказалась от графства, которое опять оказалось присоединено к Барселоне. При этом в состав Осоны было включено ещё графство Манреса.
В 1107 году граф Барселоны Рамон Беренгер III уступил Осону как приданое своей дочери Химене, вышедшей замуж за графа Бесалу Бернара III, однако брак оказался бездетным. В результате после смерти Бернара в 1111 году Осона снова вернулась к Рамону Беренгеру III.
После того, как в 1164 году графство Барселона на правах личной унии оказалась присоединено к королевству Арагон, графство Осона также вошло в состав королевства.
В 1356 году король Арагона Педро IV даровал Бернару III де Кабрера титул графа Осоны, однако в 1364 году графство было конфисковано и окончательно присоединено к коронным владениям. С этого время название графство Осона использовалось редко, постепенно исчезнув. В 1373 году титул графа Осоны снова вернулся к представителям рода Кабрера, однако реальной власти в Осоне они не имели. В 1574 году титул перешёл к роду Монткада, маркизам Аитана, а в 1722 году — к герцогам Мединасели.
Часть территории графства Осона вместе с Бесалу, Ампурьясом и Жироной в 1351 году вошли в образованное королём Педро IV герцогство Жирона.

## Список правителей Осоны

### Каролингские графы
- 798/799—812/820: Боррель (ум.812/820), граф Осоны, Урхеля и Сердани
- 820—825: Рампо (Рампон) (ум. 825), граф Барселоны, Бесалу, Жероны и Осоны
- 826: Бернар I Септиманский (ок. 795—844), маркиз Септимании и граф Нарбонны, Агда, Безье, Мельгей и Нима 828—832, 835—843, граф Барселоны, Бесалу, Жероны и Осоны 826—832, 835—844, граф Тулузы 835—842, граф Отёна 830—844
- 826—827: Аисса (ум. после 827)
- 827—879: графство разорено и обезлюдело, титул графа Осоны носил граф Барселоны.

### Наследственные графы
- 879—939: в составе графства Барселона
- 939—943: Эрменгол (ум. 943)
- 943—1035: в составе графства Барселона
- 1035—1054: Гисла де Льюса (ум. 1079) и Гильермо Рамон (1028 — после 1054)
- 1054—1107: в составе графства Барселона
- 1107—1111: Химена (ум. после 1148)
1107—1111: Бернара (Бернат) III (ум. 1111), граф Бесалу
- 1111—1356: в составе графства Барселона, с 1164 в составе королевства Арагон
- 1356—1364: Бернар (Бернат) III (ум. 1368), виконт де Кабрера и де Бас с 1354, граф Осоны